# Pueblai csata
Az 1862. május 5-én lezajlott pueblai csata az Ignacio Zaragoza vezette mexikói hadsereg győzelmét hozta a francia megszállók felett, megakadályozva így, hogy az idegen erők elérhessék az ország fővárosát, Mexikóvárost. A győzelem évfordulóját, az úgynevezett Cinco de Mayót (jelentése: „május 5.”) ma is minden évben megünneplik, Mexikóban inkább katonai felvonulással, míg főként az USA-ban élő mexikóiak kulturális programokkal.

## Története
A nemrég véget ért reformháború olyan súlyos pénzügyi válságba sodorta Mexikót, hogy a kormány 1861-ben kénytelen volt elrendelni a külföldi adósságok visszafizetésének felfüggesztését. Erre válaszul Spanyolország, Franciaország és Anglia Londonban megegyezett egymással, hogy katonai beavatkozással fogják az országot a pénz visszafizetésére kényszeríteni. Az elhatározást követő diplomáciai tárgyalások hatására Spanyolország és Anglia visszakozott, de a franciák úgy döntöttek: partraszállnak Mexikóban. Az első, győztes csatát Acultzingo közelében vívták 1862. április 28-án, majd megindultak az ország belseje, Mexikóváros irányába.
A mexikói Keleti Hadsereg vezére, Ignacio Zaragoza tábornok úgy döntött, Pueblánál tesz kísérletet a franciák visszaverésére. Az 1200 fős, Miguel Negrete által vezetett, tüzérséggel is rendelkező osztag az 50 és 100 méter relatív magasságú Loreto és a Guadalupe nevű, erőddel is rendelkező dombokon helyezkedett el, a többiek pedig pedig három, egyenként közel 1000-fős csoportra oszlottak. Ezeket Felipe Berriozábal, Porfirio Díaz és Francisco Lamadrid vezette. Antonio Álverez további 550 lovassal is rendelkezett. A helyszíni készülődés már napokkal ezelőtt megkezdődött: megerősítették az erődöket, a templomokat és a kolostorokat, számos házon lőréseket alakítottak ki, valamint árkokat is ástak. Santiago Tapia felszólította a város 16 és 40 év közötti lakóit, hogy vegyenek részt a megerősített pontok védelmében.
Május 5-én reggel a franciák a Los Álamos nevű haciendánál állították fel táborukat. A mexikóiak távíró segítségével kapcsolatban álltak a fővárossal is: az első üzenetet 9:30-kor küldték, és ebben arról számoltak be, hogy csapataik hadrendbe álltak, az ellenség elővédjei pedig már láthatóak. A 10:45-ös üzenet szerint a franciák a pueblai őrtoronytól 3 km-re táboroztak. Dél körül az ágyútűz megszűnéséről érkezett távirat, két órakor pedig a tábornok megbízásából Joaquín Téllez arról értesítette a fővárosban tartózkodó Miguel Blanco hadügyminisztert, hogy a francia sereg újrarendezte sorait, és újabb támadásra készül. Fél óra múlva azonban a franciák szétszóródtak, a mexikói lovasság pedig üldözőbe vette őket, megpróbálva elvágni a visszavonulásuk útját is. Fél ötre a Loreto és a Guadalupe erődök elfoglalására indult seregeket is visszaverték. Ekkor egy hatalmas zivatar kerekedett, eközben pedig az ellenség megkezdte a teljes visszavonulást. A végleges győzelmet Zaragoza délután 5:40-kor jelentette a miniszternek, hozzátéve, hogy becslése szerint a franciák halottainak és sebesültjeinek száma 600 és 700 között lehet, míg a sajátjaiké 400. A valós számok ennél jóval alacsonyabbak, a mexikói oldalon 83 halott mellett 232 sebesült volt, a francia oldalon 117 halott és 305 sebesült vagy eltűnt személy.

## Következmények, történelmi jelentőség
Igaz, hogy a franciák később elfoglalták Pueblát éppúgy, mint Mexikóvárost és a fontos kikötőt, Veracruzt is, de részben a májusi pueblai győzelem által okozott morálnövekedésnek köszönhetően végül a mexikóiak kiűzték a francia seregeket országukból.
Történészek szerint azért is nagy volt a jelentősége ennek a csatának, mert ha itt nem állították volna meg egy időre III. Napóleont, aki így gyorsan el tudta volna foglalni az országot, akkor valószínűleg a déliek oldalán beavatkozott volna az éppen ekkor zajló amerikai polgárháborúba is, aminek így akár az eredményét is megfordíthatta volna.